# Серіле-Кетун
Серіле-Кетун (рум. Sările-Cătun) — село у повіті Бузеу в Румунії. Входить до складу комуни Серулешть.
Село розташоване на відстані 129 км на північний схід від Бухареста, 39 км на північ від Бузеу, 98 км на захід від Галаца, 92 км на схід від Брашова.

## Населення
За даними перепису населення 2002 року у селі проживала 21 особа, усі — румуни. Усі жителі села рідною мовою назвали румунську.